# Forever (canção de Chris Brown)
"Forever" é o quinto single de Chris Brown para seu segundo álbum de estúdio, Exclusive. A música está presente no relançamento do álbum, Exclusive: Forever Edition. Foi produzida por Polow da Don.
A música alcançou o número um na Irlanda e na Nova Zelândia, bem como atingiu o pico entre os dez primeiros na Austrália, Canadá, Reino Unido e Estados Unidos. Também alcançou o top quarenta na Dinamarca, Alemanha e Suíça. O videoclipe que a acompanha apresenta Brown em várias cenas perseguindo seu interesse amoroso. O vídeo apresenta muitos dançarinos e efeitos digitais.

## Antecedentes e Gravação
A canção foi escrita por Brown e sua equipe de compositores, os Graffiti Artists (Rob Allen e Andre Merritt). Ele afirmou que depois de entrar no estúdio, Polow da Don criou uma batida que Brown escreveu a canção junto. Como o estilo do produtor era "mais um estilo europeu, techno, house",  o grupo "queria dar aquele outro lado do crossover e ir um pouco para aquele reino pop". "Forever" é uma das quatro novas canções que Brown gravou para o relançamento de seu segundo álbum de estúdio Exclusive . A canção foi inicialmente planejada para estar no álbum seguinte de Brown, mas decidiu que "ainda não estava pronto para lançar um novo álbum"
"Forever" é uma versão estendida de um jingle comercial para a goma de mascar Doublemint , encomendado por uma empresa de publicidade que trabalha para a Wrigley . Brown primeiro criou a versão curta para o comercial, depois estendeu e expandiu para uma música completa durante uma sessão de gravação em fevereiro de 2007, que foi paga pela empresa de gomas.
"Forever" é uma canção de amor dance-pop  que dura 4 minutos e 38 segundos. Ela contém influências do Eurodance,  assim como do estilo de produção de Timbaland, com vozes sintetizadas sobre um padrão de bateria eletrônica. Brown executou a canção usando o efeito vocal Auto-Tune, como fez em um de seus singles anteriores, "Kiss Kiss".  De acordo com a partitura digital publicada no Musicnotes.com pela EMI Music Publishing , ela foi escrita na tonalidade de Si maior , com uma progressão de acordes simples de Mi Bemol♯-Dó♯m. A canção mantém um andamento de 120 batidas por minuto em tempo comum. O alcance vocal de Brown abrange quase uma oitava e meia de Si3 a Sol♯5.

## Videoclipe
O vídeo foi filmado em dois dias em Los Angeles, Califórnia. Foi dirigido por Joseph Kahn e estreou no TRL em 1º de Julho de 2008. O vídeo foi popular na televisão americana. O vídeo de "Forever" estreou no 106 & Park da BET no número 10 em 21 de julho de 2008, antes de finalmente chegar ao número 2 e ficou na contagem regressiva por nove dias. O vídeo também chegou ao número 2 por 8 dias na MTV TRL , atrás de "I Kissed a Girl " de Katy Perry, e ficou na contagem regressiva por 29 dias. O vídeo foi indicado nas categorias "Melhor Dança em um Vídeo", "Melhor Coreografia" e "Vídeo do Ano" no MTV Video Music Awards de 2008.

## Na Cultura Popular
- Em 16 de julho de 2008, Comfort Fedoke e Stephen "Twitch" Boss do reality show e competição de dança dos EUA So You Think You Can Dance dançaram "Forever" como parte da competição. Quest Crew e SoReal Cru dançaram essa música no America's Best Dance Crew.
- No filme de comédia de paródia americano de 2009, Dance Flick, a música foi usada em uma cena onde o protagonista está em um clube, e quando Forever aparece, ele grita "Esta é a minha música!" e começa a dançar.
- Em 19 de julho de 2009, um vídeo foi carregado no YouTube que recebeu atenção significativa da mídia, usando "Forever" como a música de uma marcha nupcial. O vídeo, conhecido como o vídeo JK Wedding Entrance Dance, recebeu mais de 1,7 milhão de visualizações em seus primeiros sete dias. A popularidade do vídeo causou um ressurgimento da música, colocando-a de volta no top dez de singles no ITunes.  Em 4 de julho de 2023, o vídeo recebeu 105.101.387 acessos. Devido às circunstâncias que cercam a música em seu vídeo de casamento (o incidente Chris Brown/Rihanna), em seu site, o casal no vídeo pediu que as doações fossem feitas para uma instituição de caridade de violência doméstica.
- Em 8 de outubro de 2009, "Forever" foi usada na versão americana de The Office no casamento de Jim e Pam, como parte de uma homenagem ao já mencionado Casamento de JK. Novamente, a música voltou ao top 20 de singles no iTunes. Em 2010, foi usada em outra homenagem ao Casamento de JK, na série de TV irlandesa Love/Hate .
- Em 30 de março de 2010, Andrew Garcia apresentou um cover acústico da música na noite das 10 melhores apresentações do American Idol. Ele a escolheu como sua seleção de músicas de R&B. Sua gravação completa, sem som acústico, da música foi lançada na iTunes Store como "Forever (American Idol Studio Version) – Single" durante a temporada e, posteriormente, incluída como parte do álbum da 9ª temporada do American Idol , que contou com os 10 finalistas.
- Em 13 de janeiro de 2012, essa música, junto com "I Want to Take You Higher" deSly & the Family Stone, "Yeah!" de Usher e "Signed, Sealed, Delivered, I'm Yours" de Stevie Wonder, foi apresentada no filme Joyful Noise com Dolly Parton , Angela Grovey e DeQuina Moore cantando uma parte dela no "Higher Medley".

## Desempenho nas paradas
A canção estreou na posição #9 na Billboard Hot 100, devido às vendas digitas. O single vendeu 113.072 downloads digitais na primeira semana. "Forever" alcançou o primeiro lugar na Irlanda e na Nova Zelândia, e o top dez na Austrália , Canadá , Estados Unidos e Reino Unido.
Chegou ao segundo lugar na Billboard Hot 100 por duas semanas.  Coincidentemente ficou atras de "Disturbia" de Rihanna, canção que foi escrita por Brown e originalmente pretendia ser o single principal de Exclusive: Forever Edition, no entanto, "Forever" foi a escolhida. Em 2021, foi certificado como platina sêxtupla pela Recording Industry Association of America (RIAA)